# Lihuel Calel (departement)
Lihuel Calel is een departement in de Argentijnse provincie La Pampa. Het departement (Spaans: departamento) heeft een oppervlakte van 12.460 km² en telt 547 inwoners.

## Plaats in departement Lihuel Calel
- Cuchillo-Có